# Otto Altenkirch
Otto Altenkirch   (Ziesar, 2 de gener de 1875 - Siebenlehn, 20 de juliol de 1945) va ser un pintor i escenògraf impressionista alemany.

## Vida i obra

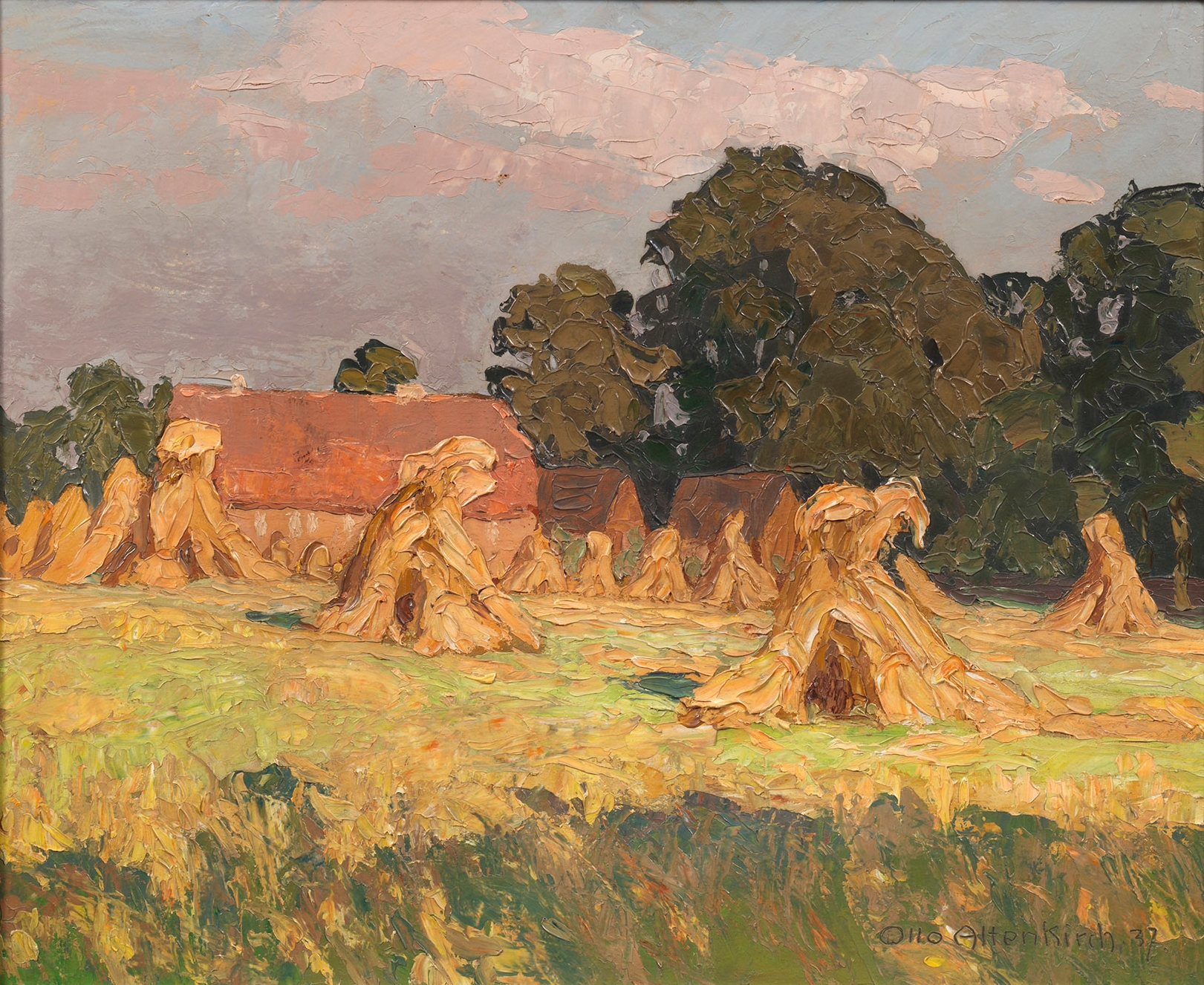
Estocs de blat de moro a l’ Heller (Dresden)

Va ser el sisè fill de Johann Christian Friedrich Altenkirch, un mestre  guarnicionari, i de la seva dona Dorothea Wilhelmine Auguste, de soltera Müller. El 1889, després de completar l'escola primària a Zeisar, va anar a Berlín per fer un aprenentatge de quatre anys com a pintor decoratiu. Hi va romandre, com a oficial, mentre prenia lliçons de dibuix d'Hugo Händler (1861 – c. 1941). Va seguir el servei militar a l'Europa de l'Est i un viatge d'estudis. Va tornar a Berlín el 1897.
El 1898, es va matricular a la Universitat de les Arts, on el seu principal instructor va ser Paul Vorgang. Després de 1900, va ser estudiant a temps complet d'Eugen Bracht. El 1902, quan Bracht es va traslladar a l’Acadèmia de Belles Arts de Dresden, Altenkirch va anar amb ell i es va convertir en el seu assistent. La seva primera exposició va ser en una exposició de l'Acadèmia l'any 1903 i se li va concedir una medalla de plata. Finalment, va acabar els seus estudis l'any 1906; establir-se a Dresden i convertir-se en un artista autònom. Es va convertir en membre fundador de la Künstlervereinigung Dresden (associació d'artistes) l'any 1910. També va ser un dels artistes que va treballar a l'Òpera de Dresden.
Aquell mateix any, va ser nomenat Pintor de la Cort pels Sächsische Staatstheater. El seu treball allà va incloure escenografies per a Der Ring des Nibelungen el 1913, el centenari del naixement de Richard Wagner. En honor als seus serveis, el rei Frederic August III de Saxònia li va atorgar el títol de professor el 1917.
El 1920 es va retirar de tots els seus càrrecs professionals i es va instal·lar a la petita ciutat de Siebenlehn, on havia heretat una casa del seu sogre. Va ser allà on va crear la majoria dels seus paisatges familiars. Durant dues dècades, un dels seus temes preferits va ser l'avinguda dels til·lers de Reinsberg. El 1941 i el 1943, les seves obres van ser representades a la Große Deutsche Kunstausstellung; una mostra d'art aprovat pels nazis a Múnic. Unes setmanes abans de la seva mort, va crear una de les seves pintures més grans, que representava el jardí de la posada rural de Saint Romanus, prop de casa seva.